# Batalha de Nagashino
A Batalha de Nagashino (長篠の戦い, Nagashino no Tatakai) é um dos mais famosos combates do Período Sengoku. Teve lugar em 28 de junho de 1575, a oeste do castelo de Nagashino, na província de Mikawa, no Japão. O castelo, pertencente ao clã Tokugawa, estava sendo assediado pelos 15 000 soldados de Takeda Katsuyori (武田勝頼) desde o dia 17 de junho. A batalha se deu quando Tokugawa Ieyasu (徳川家康) e Oda Nobunaga (織田信長) enviaram cerca de 35 000 homens para tentar romper o cerco.

## A Batalha

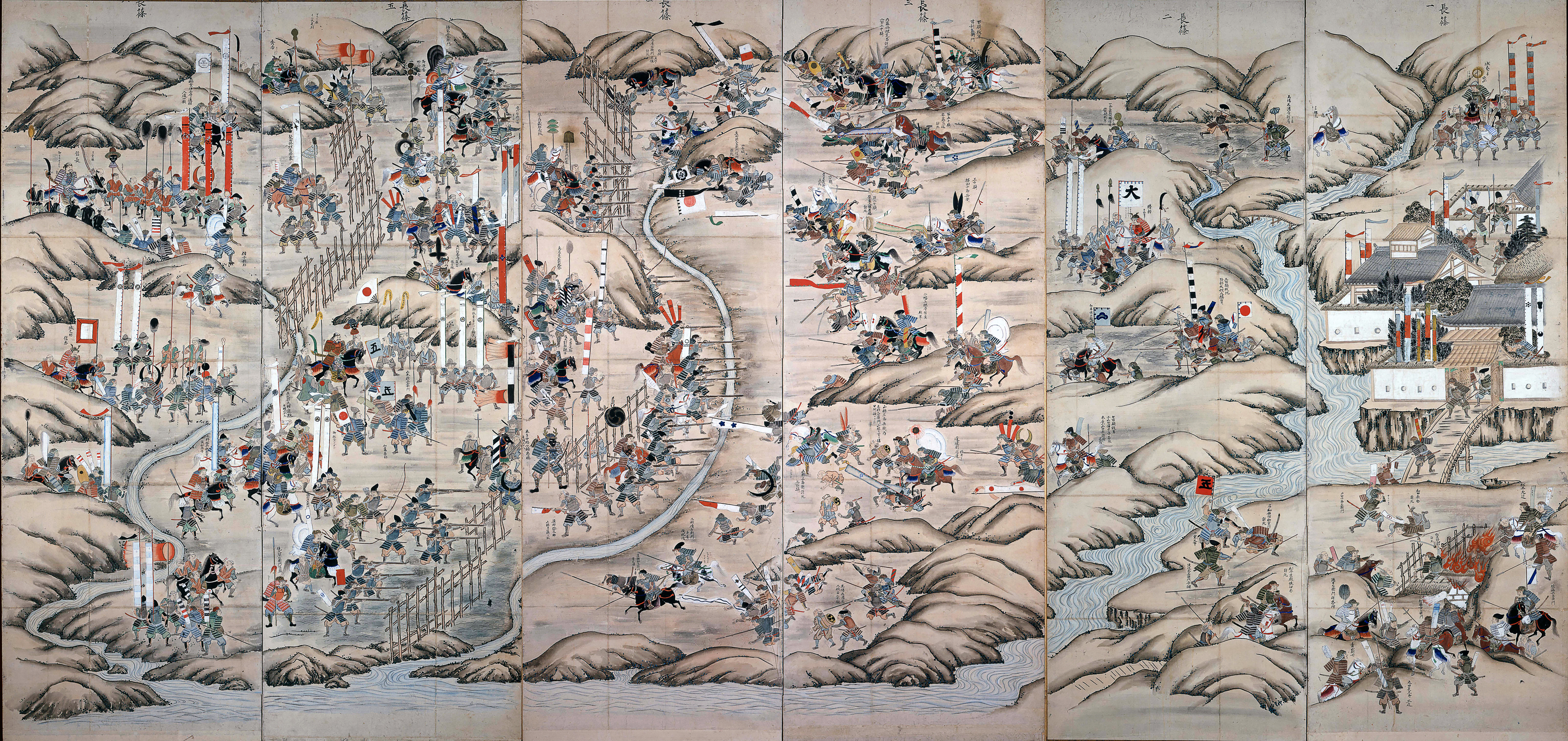
Batalha de Nagashino

Takeda Katsuyori, contrariando a opinião de seus generais, resolveu lançar 12 000 homens contra o exército de socorro. Para tanto, contava com a mais experiente cavalaria do Japão, composta por cerca de 4 000 guerreiros. Nobunaga, tirando lições de combates anteriores, preferiu não confiar em sua superioridade numérica. Cautelosamente, escolheu uma posição defensiva e protegeu seu exército com uma cerca descontínua de 2 mil metros de extensão, construída às vésperas da batalha. Esta cerca ficaria famosa, ao conseguir resolver um problema bastante comum aos exércitos do século XVI: como defender os arcabuzeiros e os mosqueteiros (cuja cadência de tiro ainda era muito baixa) contra uma carga de cavalaria. Como resultado, a cavalaria de Takeda viria a ser, por várias vezes, repelida ao longo daquela jornada. Rupturas, quando houve, tiveram consequências limitadas, visto que as forças de Takeda logo eram absorvidas pelas numerosas reservas de Nobunaga e Ieyasu.

## Consequências
Após horas de combate, Takeda viu-se obrigado a recuar na direção do seu território, tendo sofrido nesta batalha e na incursão de Tobigasu cerca de 10 mil baixas. Os aliados, a seu turno, perderam 6 mil soldados.
Após esta batalha, Takeda Katsuyori passou a adotar uma estratégia defensiva, sendo definitivamente derrotado em 1582.